# Purwotengah (Magersari)
Purwotengah is een bestuurslaag in het regentschap Mojokerto van de provincie Oost-Java, Indonesië. Purwotengah telt 1913 inwoners (volkstelling 2010).